# ファヤ・ラルジョー
ファヤ・ラルジョー（仏:Faya-Largeau）またはファヤ（仏:Faya）は、チャド共和国ボルク州ボルク県にあるチャド北部最大の都市兼ボルク州都であり、2008年まで存在していたボルク・エネディ・ティベスティ州の州都でもあった都市である。

## 歴史
当初はファヤと呼ばれていたこの都市は、フランス軍人ヴィクトル・イマヌエル・ラルジョーの名前を取ってラルジョーに改名された。しかし、チャドがフランスから独立する際に現在のファヤ・ラルジョーと言う名に改められた。その後、1975年にリビア・アラブ共和国がアオゾウ地帯に侵攻した際にこの都市はリビアによって占領されたが、1980年にイッセン・ハブレがこの地を回復した。1983年にはリビアによる再征服を受ける物の、1987年には再回復し、現在に至っている。

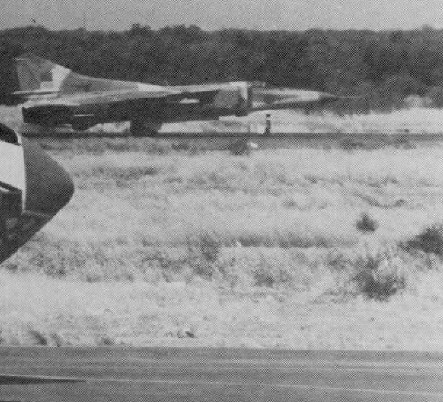
1980年代半ばのファヤ・ラルジョー。LARAF MiG-23MSが見える他、左にIl-76MDが見える。

## 経済
地下水が存在している為、この地の主産業は農業であり、ファヤ・ラルジョーの北には三つの池が存在している。また、この都市にはファヤ・ラルジョー空港(IATA: FYT, ICAO: FTTY)が存在している。

## 人口
| 年   | 人口   |
| ---- | ------ |
| 1993 | 9,867  |
| 2008 | 14,123 |

## 気候
| ファヤ・ラルジョーの気候 | ファヤ・ラルジョーの気候 | ファヤ・ラルジョーの気候 | ファヤ・ラルジョーの気候 | ファヤ・ラルジョーの気候 | ファヤ・ラルジョーの気候 | ファヤ・ラルジョーの気候 | ファヤ・ラルジョーの気候 | ファヤ・ラルジョーの気候 | ファヤ・ラルジョーの気候 | ファヤ・ラルジョーの気候 | ファヤ・ラルジョーの気候 | ファヤ・ラルジョーの気候 | ファヤ・ラルジョーの気候 |
| 月                       | 1月                      | 2月                      | 3月                      | 4月                      | 5月                      | 6月                      | 7月                      | 8月                      | 9月                      | 10月                     | 11月                     | 12月                     | 年                       |
| ------------------------ | ------------------------ | ------------------------ | ------------------------ | ------------------------ | ------------------------ | ------------------------ | ------------------------ | ------------------------ | ------------------------ | ------------------------ | ------------------------ | ------------------------ | ------------------------ |
| 最高気温記録 °C （°F）   | 39 (102)                 | 43 (109)                 | 44 (111)                 | 49 (120)                 | 49 (120)                 | 49 (120)                 | 47 (117)                 | 46 (115)                 | 46 (115)                 | 47 (117)                 | 39 (102)                 | 36 (97)                  | 49 (120)                 |
| 平均最高気温 °C （°F）   | 29 (84)                  | 32 (90)                  | 36 (97)                  | 40 (104)                 | 44 (111)                 | 43 (109)                 | 43 (109)                 | 40 (104)                 | 39 (102)                 | 39 (102)                 | 33 (91)                  | 28 (82)                  | 37.2 (98.8)              |
| 日平均気温 °C （°F）     | 20.5 (68.9)              | 23 (73)                  | 27 (81)                  | 30.5 (86.9)              | 34 (93)                  | 33.5 (92.3)              | 33.5 (92.3)              | 32 (90)                  | 31.5 (88.7)              | 30.5 (86.9)              | 25.5 (77.9)              | 20.5 (68.9)              | 28.5 (83.32)             |
| 平均最低気温 °C （°F）   | 12 (54)                  | 14 (57)                  | 18 (64)                  | 21 (70)                  | 24 (75)                  | 24 (75)                  | 24 (75)                  | 24 (75)                  | 24 (75)                  | 22 (72)                  | 18 (64)                  | 13 (55)                  | 19.8 (67.6)              |
| 最低気温記録 °C （°F）   | 4 (39)                   | 7 (45)                   | 11 (52)                  | 14 (57)                  | 17 (63)                  | 17 (63)                  | 16 (61)                  | 16 (61)                  | 17 (63)                  | 12 (54)                  | 9 (48)                   | 3 (37)                   | 3 (37)                   |
| 降水量 mm （inch）       | 0 (0)                    | 0 (0)                    | 0 (0)                    | 0 (0)                    | 0 (0)                    | 0 (0)                    | 0 (0)                    | 18 (0.71)                | 0 (0)                    | 0 (0)                    | 0 (0)                    | 0 (0)                    | 18 (0.71)                |
| 出典：BBC Weather        |                          |                          |                          |                          |                          |                          |                          |                          |                          |                          |                          |                          |                          |

サハラ砂漠内に位置している為、ファヤ・ラルジョーの気候はケッペンの気候区分に於いて砂漠気候（BWh）に分類される。夏も冬も非常に暑く、最高気温は5月に44℃を記録し、月別最高気温で最低の1月であっても12℃を記録している。降雨量は8月を除けばどの月もほぼ0ミリメートル (0 in)に近く、その8月であってもわずか18ミリメートル (0.71 in)を記録するのみである。相対湿度は夏の終わりと冬に最高を迎え、8月のそれは午前に66%を記録する他方、秋と冬は低く、4月の午後には17%を記録する。しかしこの湿度の低さにもかかわらず、5月から9月にかけて不快度数が危険域に分類される程の高温を記録する。

## 交通

### 空港
- ファヤ・ラルジョー空港（英語版）